# Список переименованных населённых пунктов Калужской области
В данном списке приведены населённые пункты, расположенные согласно современному административно-территориальному делению в Калужской области России, название которых изменялось.

## Г
- Панево → Гурово (сельский населённый пункт)[1]

## Е
- Перестяж → Ефимцево (сельский населённый пункт)[1]

## Ж
- Угодский Завод → Жуково (1974, село) → Жуков (1996, город)[2]

## К
- Песочня → Киров (1936, город)[3]
- Кондырево → Кондрово (1938, город)
- Шелавево → Корнеево (сельский населённый пункт)[1]
- Притычено → Корнево (сельский населённый пункт, ныне не существует)[4]
- Зажово → Костиково (сельский населённый пункт)[1]

## Л
- Поповичи → Латышево (сельский населённый пункт)[1]
- Подолешье → Луканино (сельский населённый пункт)[1]

## М
- Утринка → Мироново (сельский населённый пункт)[1]

## Р
- Немцово → Радищево (сельский населённый пункт)[5]
- Болдырево → Романково (сельский населённый пункт)[1]

## С
- Толкачево → Стефаново (сельский населённый пункт, вошло в состав Кондрово)[1]

## У
- Плохино → Ульяново (сельский населённый пункт)[6]

## Источник
- Е. М. Поспелов. Имена городов: вчера и сегодня (1917—1992): Топонимический словарь. — Москва: Русские словари, 1993. — 249 с.